# Martin Paul Wolf

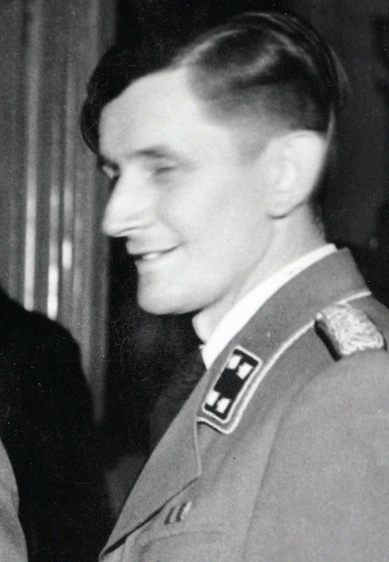
Martin Paul Wolf (ohne Jahr, unbekannter Fotograf)

Martin Paul Wolf (geboren 25. Mai 1908 in Arnoldsgrün; gestorben vor 1952) war ein deutscher SS-Führer und Funktionär der NSDAP.

## Leben
Martin Paul Wolf studierte klassische Philologie und Geschichte an der Universität Leipzig, Marburg und München. Im Februar 1933 trat er der NSDAP (Mitgliedsnummer 1.741.931) und der SS (Mitgliedsnummer 107.059) bei. Er trat im Januar 1934 in den Dienst des SD-Hauptamts und war 1936 im Rang eines SS-Hauptsturmführers „Abteilungsleiter II 121 Marxismus“. Wolfs Abteilung war 1937 mit der Gründung des sogenannten Wannsee-Instituts betraut. Wolf war mit dem Soziologen Karl Valentin Müller befreundet und förderte dessen Karriere. Nach der Umgliederung des SD-Hauptamtes wurde er 1937 Leiter der Abteilung II 121 und 1938/39 der Abteilung II/121 (Linksbewegung).
Nach der Zerschlagung der Tschechoslowakei 1939 wechselte er als Leiter der Abteilung B 1 (ideologische Gegner) und der Abteilung C (Kultur, Film, Presse, Theater, Radio, Literatur, Propaganda und Bildung) zum SD-Leitabschnitt Prag. Er wurde dort stellvertretender Leiter im Rang eines SS-Sturmbannführers und zeichnete Tagesberichte an den SD-Reichsführer ab.  Im März 1942 übernahm er als Nachfolger von Karl von Gregory die Leitung der Kulturabteilung, später Abteilung IV Kulturpolitik, im Reichsprotektorat Böhmen und Mähren. In der NSDAP hatte er den Rang eines Oberbereichsleiters.
Wolf blieb bis Kriegsende in Prag, sein Nachkriegsschicksal ist unbekannt. Wolf wurde 1952 vom Amtsgericht Rendsburg für tot erklärt.